# Rumex beringensis
Rumex beringensis är en slideväxtart som beskrevs av Yurtsev & Petrovskii. Rumex beringensis ingår i släktet skräppor, och familjen slideväxter. Inga underarter finns listade i Catalogue of Life.